# Медхерст, Харри
Харри Медхерст (англ. Harry Medhurst; 5 февраля 1916 года, Бифлит, Англия — 9 апреля 1984 года, Уокинг, Англия. Английский вратарь, игравший за ряд английских клубов. На протяжении 6 лет играл за лондонский «Челси», где и провел большую часть карьеры.

## Биография
Медхерст начал свою карьеру в «Уокинге». Он переехал в «Вест Хэм Юнайтед» в 1938 году, но удалось сыграть лишь 29 игр, до сентября 1939 года и начала войны. Его карьера была прервана Второй мировой войной. Он вступил в ряды Британской Армии, как сержант. К футболу Харри вернулся в 1946 году, выступая в Футбольной лиге Англии, но сыграв лишь три игры перешёл в другой лондонский клуб — «Челси», а игрок «пенсионеров» Джо Пейн отправился в обратном направлении — в «Вест Хэм Юнайтед». В «Челси» он сыграл 157 игр во всех соревнованиях. Он покинул «пенсионеров» в 1952 году и присоединился к команде «Брайтон энд Хоув Альбион», провел там один и вернулся в лондонский «Челси», но уже как ассистент главного тренера, физиотерапевт и тренер, вплоть до 1975 года. Был награждён в марте 1976 года на матче двух главных клубов его жизни — «Челси» и «Вест Хэма».
В апреле 1984 года Харри Медхерст скончался в Уокинге, графство Суррей, в возрасте 68 лет.

## Карьера в крикете
Медхерст также был увлеченным игроком в крикет, играл в качестве игрока-правши с битой за крикетный клуб «Кембриджшир» в Чемпионате Малых Уездов с 1950 до 1953 года.